# Xanthomegnin
Xanthomegnin ist eine Verbindung aus der Gruppe der Mykotoxine und wird insbesondere in Arten der Schimmelpilzgattung Penicillium (Pinselschimmel) gebildet. Es wirkt nephrotoxisch (nierenschädigend) und hepatotoxisch (leberschädigend).

## Eigenschaften
Die Verbindung ist ein dimeres 1,4-Naphthochinon. Es wurde gezeigt, dass Xanthomegnin dem Pilz Trichophyton rubrum in Abhängigkeit vom pH-Wert eine leuchtend rote oder gelbe Farbe verleiht.
Xanthomegnin ist nephrotoxisch und hepatotoxisch. Die Aufnahme kann bei Tieren tödlich sein. Auf zellulärer Ebene beeinträchtigt das Toxin die Atmungskette.

## Vorkommen
Xanthomegnin wurde 1963 aus dem Dermatophyten Trichophyton megninii extrahiert. Xanthomegnin wurde auch in menschlichen Nägeln und Hautmaterial gefunden, die mit Trichophyton rubrum infiziert waren.
Das Toxin wird zudem in Arten der Gattungen Aspergillus und Penicillium gebildet (A. ochraceus, P. cyclopium, P. viridicatum), ferner in Talaromyces.
Als Stoffwechselprodukt von Schimmelpilzen, die auf Getreide wachsen, die als Lebens- und Futtermittel verwendet warden, ist Xanthomegnin als Mykotoxin im Tierfutter bedeutsam.